# Ctenomys haigi
Ctenomys haigi är en däggdjursart som beskrevs av Thomas 1917. Ctenomys haigi ingår i släktet kamråttor och familjen buskråttor. IUCN kategoriserar arten globalt som livskraftig. Inga underarter finns listade i Catalogue of Life. Wilson & Reeder (2005) skiljer mellan två underarter.
Ctenomys haigi når en kroppslängd (huvud och bål) av 15,5 till 16,5 cm, en svanslängd av cirka 7 cm och en vikt av ungefär 164 g. Den mjuka pälsen har en spräcklig gråbrun färg.
Denna gnagare förekommer i Anderna i västra Argentina och dessutom finns två avskilda populationer i låglandet. Den lever i torra och fuktiga gräsmarker som stäpper eller bergsängar. I bergstrakter hittas arten även i fuktiga skogar.
Individerna kan vara aktiva på dagen och på natten. De äter främst gräs, till exempel ängsgröe (Poa pratensis) och Stipa speciosa. Honor föder två till fyra ungar per kull. Arten underjordiska bon är inte lika komplex jämförd med andra kamråttors bon. Liksom andra släktmedlemmar har Ctenomys haigi är läte som låter "tlok-tlok-tlok".